# In the Name of the Prince of Peace
Pour plus de détails, voir Fiche technique et Distribution.
In the Name of the Prince of Peace est un film américain réalisé par J. Searle Dawley, sorti en 1914.

## Synopsis
Helena, la fille du baron von Kraft est retirée au couvent. Elle doit révéler que son père qui a été capturé en tant qu'espion, est allemand. 

## Fiche technique
- Titre : In the Name of the Prince of Peace
- Réalisation : J. Searle Dawley
- Scénario : J. Searle Dawley
- Pays d'origine : États-Unis
- Format : Noir et blanc - 1,33:1 - Film muet
- Genre : guerre
- Durée : 40 minutes
- Date de sortie : 1914

## Distribution
- Robert Broderick : Baron von Kraft
- Laura Sawyer : Helena von Kraft
- George Stillwell : Waldo von Kraft
- Arthur Evers : Capitaine Bordeaux